# Sex Over the Phone
Sex Over the Phone es el noveno y último álbum de estudio de la agrupación estadounidense Village People. La canción homónima logró cierta radiodifusión en Europa, pero el disco no pudo alcanzar la popularidad de los lanzamientos anteriores de la agrupación.

## Lista de canciones
1. "Sex Over the Phone" – 4:22
2. "New York City" – 6:00
3. "Just Give Me What I Want" – 6:12
4. "I Won't Take No for an Answer" – 4:28
5. "Power of the Night" – 5:58
6. "Sexual Education" – 5:32
7. "Sensual" – 4:37
8. "Sex Over the Phone" (New Recorded Club Mix) – 4:15 (bonus track on 1999 CD re-release)